# Exocentrus insularis
Exocentrus insularis là một loài bọ cánh cứng trong họ Cerambycidae. Loài này được Fisher mô tả lần đầu vào năm 1925.